# Ökölvívás a 2024. évi nyári olimpiai játékokon
A 2024. évi nyári olimpiai játékokon ökölvívásban összesen 13 versenyszámot rendeztek meg. A versenyszámokat július 27. és augusztus 10. között tartották. A negyeddöntőkig a mérkőzéseket Villepinteben rendezték az Arena Paris Nord helyszínen. Az elődöntőket és az érmekről döntő összecsapásokat a Stade Roland Garrosban bonyolították le.

## Formátum
Összesen 13 kategóriában rendeznek bajnokságot. Az előző olimpiához képest a férfi versenyszámok eggyel csökkennek, a nőké pedig eggyel nő, így ezúttal a férfiaknál 7 a nőknél 6 súlycsoportot állapítottak meg. A férfiak súlycsoporthatárai a következők:
- Légsúly: 51 kg
- Pehelysúly: 57 kg
- Könnyűsúly: 63,5 kg
- Váltósúly: 71 kg
- Középsúly: 80 kg
- Nehézsúly: 92 kg
- Szupernehézsúly: +92 kg

A nők esetében a súlycsoportok az alábbiak szerint alakulnak:
- Légsúly: 50 kg
- Harmatsúly: 54 kg
- Pehelysúly: 57 kg
- Könnyűsúly: 60 kg
- Váltósúly: 66 kg
- Középsúly: 75 kg

Minden súlycsoportban egyenes kieséses rendszerben rendezik a bajnokságot. Az elődöntők vesztesei egyaránt bronzérmet kapnak.

## Összesített éremtáblázat
(A táblázatokban a rendező nemzet sportolói eltérő háttérszínnel, az egyes számoszlopok legmagasabb értéke vagy értékei vastagítással kiemelve.)
| A 2024. évi nyári olimpiai játékok éremtáblázata ökölvívásban | A 2024. évi nyári olimpiai játékok éremtáblázata ökölvívásban | A 2024. évi nyári olimpiai játékok éremtáblázata ökölvívásban | A 2024. évi nyári olimpiai játékok éremtáblázata ökölvívásban | A 2024. évi nyári olimpiai játékok éremtáblázata ökölvívásban | Olimpia  |
| ------------------------------------------------------------- | ------------------------------------------------------------- | ------------------------------------------------------------- | ------------------------------------------------------------- | ------------------------------------------------------------- | -------- |
|                                                               | Ország                                                        | Arany                                                         | Ezüst                                                         | Bronz                                                         | Összesen |
| 1.                                                            | Üzbegisztán (UZB)                                             | 5                                                             | 0                                                             | 0                                                             | 5        |
| 2.                                                            | Kína (CHN)                                                    | 3                                                             | 2                                                             | 0                                                             | 5        |
| 3.                                                            | Tajvan (TPE)                                                  | 1                                                             | 0                                                             | 2                                                             | 3        |
| 4.                                                            | Kuba (CUB)                                                    | 1                                                             | 0                                                             | 1                                                             | 2        |
| 5.                                                            | Algéria (ALG)                                                 | 1                                                             | 0                                                             | 0                                                             | 1        |
| 5.                                                            | Írország (IRL)                                                | 1                                                             | 0                                                             | 0                                                             | 1        |
| 5.                                                            | Ukrajna (UKR)                                                 | 1                                                             | 0                                                             | 0                                                             | 1        |
|                                                               |                                                               |                                                               |                                                               |                                                               |          |
| 8.                                                            | Franciaország (FRA)                                           | 0                                                             | 2                                                             | 1                                                             | 3        |
| 8.                                                            | Törökország (TUR)                                             | 0                                                             | 2                                                             | 1                                                             | 3        |
| 10.                                                           | Kazahsztán (KAZ)                                              | 0                                                             | 1                                                             | 1                                                             | 2        |
| 10.                                                           | Spanyolország (ESP)                                           | 0                                                             | 1                                                             | 1                                                             | 2        |
| 12.                                                           | Azerbajdzsán (AZE)                                            | 0                                                             | 1                                                             | 0                                                             | 1        |
| 12.                                                           | Kirgizisztán (KGZ)                                            | 0                                                             | 1                                                             | 0                                                             | 1        |
| 12.                                                           | Lengyelország (POL)                                           | 0                                                             | 1                                                             | 0                                                             | 1        |
| 12.                                                           | Mexikó (MEX)                                                  | 0                                                             | 1                                                             | 0                                                             | 1        |
| 12.                                                           | Panama (PAN)                                                  | 0                                                             | 1                                                             | 0                                                             | 1        |
|                                                               |                                                               |                                                               |                                                               |                                                               |          |
| 17.                                                           | Ausztrália (AUS)                                              | 0                                                             | 0                                                             | 2                                                             | 2        |
| 17.                                                           | Dominikai Köztársaság (DOM)                                   | 0                                                             | 0                                                             | 2                                                             | 2        |
| 17.                                                           | Fülöp-szigetek (PHI)                                          | 0                                                             | 0                                                             | 2                                                             | 2        |
| 20.                                                           | Brazília (BRA)                                                | 0                                                             | 0                                                             | 1                                                             | 1        |
| 20.                                                           | Bulgária (BUL)                                                | 0                                                             | 0                                                             | 1                                                             | 1        |
| 20.                                                           | Dél-Korea (KOR)                                               | 0                                                             | 0                                                             | 1                                                             | 1        |
| 20.                                                           | Egyesült Államok (USA)                                        | 0                                                             | 0                                                             | 1                                                             | 1        |
| 20.                                                           | Észak-Korea (PRK)                                             | 0                                                             | 0                                                             | 1                                                             | 1        |
| 20.                                                           | Grúzia (GEO)                                                  | 0                                                             | 0                                                             | 1                                                             | 1        |
| 20.                                                           | Kanada (CAN)                                                  | 0                                                             | 0                                                             | 1                                                             | 1        |
| 20.                                                           | Menekültek olimpiai csapata (EOR)                             | 0                                                             | 0                                                             | 1                                                             | 1        |
| 20.                                                           | Nagy-Britannia (GBR)                                          | 0                                                             | 0                                                             | 1                                                             | 1        |
| 20.                                                           | Németország (GER)                                             | 0                                                             | 0                                                             | 1                                                             | 1        |
| 20.                                                           | Tádzsikisztán (TJK)                                           | 0                                                             | 0                                                             | 1                                                             | 1        |
| 20.                                                           | Thaiföld (THA)                                                | 0                                                             | 0                                                             | 1                                                             | 1        |
| 20.                                                           | Zöld-foki Köztársaság (CPV)                                   | 0                                                             | 0                                                             | 1                                                             | 1        |
|                                                               |                                                               |                                                               |                                                               |                                                               |          |
| Összesen                                                      | Összesen                                                      | 13                                                            | 13                                                            | 26                                                            | 52       |

## Férfi
| A 2024. évi nyári olimpiai játékok érmesei férfi ökölvívásban |                                             |                                             |                                                     |
| Versenyszám                                                   | Arany                                       | Ezüst                                       | Bronz                                               |
| Légsúly                                                       | Hasanboy Dusmatov · Üzbegisztán (UZB)       | Billal Bennama · Franciaország (FRA)        | Junior Alcántara · Dominikai Köztársaság (DOM)      |
| Légsúly                                                       | Hasanboy Dusmatov · Üzbegisztán (UZB)       | Billal Bennama · Franciaország (FRA)        | Daniel Varela de Pina · Zöld-foki Köztársaság (CPV) |
| Pehelysúly                                                    | Abdumalik Khalokov · Üzbegisztán (UZB)      | Munarbek Seiitbek Uulu · Kirgizisztán (KGZ) | Charlie Senior · Ausztrália (AUS)                   |
| Pehelysúly                                                    | Abdumalik Khalokov · Üzbegisztán (UZB)      | Munarbek Seiitbek Uulu · Kirgizisztán (KGZ) | Javier Ibáñez · Bulgária (BUL)                      |
| Könnyűsúly                                                    | Erislandy Álvarez · Kuba (CUB)              | Sofiane Oumiha · Franciaország (FRA)        | Wyatt Sanford · Kanada (CAN)                        |
| Könnyűsúly                                                    | Erislandy Álvarez · Kuba (CUB)              | Sofiane Oumiha · Franciaország (FRA)        | Lasha Guruli · Grúzia (GEO)                         |
| Váltósúly                                                     | Asadkhuja Muydinkhujaev · Üzbegisztán (UZB) | Marco Verde · Mexikó (MEX)                  | Omari Jones · Egyesült Államok (USA)                |
| Váltósúly                                                     | Asadkhuja Muydinkhujaev · Üzbegisztán (UZB) | Marco Verde · Mexikó (MEX)                  | Lewis Richardson · Nagy-Britannia (GBR)             |
| Középsúly                                                     | Olekszandr Hizsnyak · Ukrajna (UKR)         | Nurbek Oralbay · Kazahsztán (KAZ)           | Cristian Pinales · Dominikai Köztársaság (DOM)      |
| Középsúly                                                     | Olekszandr Hizsnyak · Ukrajna (UKR)         | Nurbek Oralbay · Kazahsztán (KAZ)           | Arlen López · Kuba (CUB)                            |
| Nehézsúly                                                     | Lazizbek Mullojonov · Üzbegisztán (UZB)     | Loren Alfonso · Azerbajdzsán (AZE)          | Enmanuel Reyes · Spanyolország (ESP)                |
| Nehézsúly                                                     | Lazizbek Mullojonov · Üzbegisztán (UZB)     | Loren Alfonso · Azerbajdzsán (AZE)          | Davlat Boltaev · Tádzsikisztán (TJK)                |
| Szupernehézsúly                                               | Bakhodir Jalolov · Üzbegisztán (UZB)        | Ayoub Ghadfa · Spanyolország (ESP)          | Nelvie Tiafack · Németország (GER)                  |
| Szupernehézsúly                                               | Bakhodir Jalolov · Üzbegisztán (UZB)        | Ayoub Ghadfa · Spanyolország (ESP)          | Djamili-Dini Aboudou Moindze · Franciaország (FRA)  |

## Női
| A 2024. évi nyári olimpiai játékok érmesei női ökölvívásban |                                          |                                        |                                                  |
| Versenyszám                                                 | Arany                                    | Ezüst                                  | Bronz                                            |
| Légsúly                                                     | Vu Jü (Wu Yu) · Kína (CHN)               | Buse Naz Çakıroğlu · Törökország (TUR) | Nazym Kyzaibay · Kazahsztán (KAZ)                |
| Légsúly                                                     | Vu Jü (Wu Yu) · Kína (CHN)               | Buse Naz Çakıroğlu · Törökország (TUR) | Aira Villegas · Fülöp-szigetek (PHI)             |
| Harmatsúly                                                  | Csang Jü-an (Chang Yuan) · Kína (CHN)    | Hatice Akbaş · Törökország (TUR)       | Pang Csholmi (Pang Chol-mi) · Észak-Korea (PRK)  |
| Harmatsúly                                                  | Csang Jü-an (Chang Yuan) · Kína (CHN)    | Hatice Akbaş · Törökország (TUR)       | Im Edzsi (Im Ae-ji) · Dél-Korea (KOR)            |
| Pehelysúly                                                  | Lin Jü-ting (Lin Yu-ting) · Tajvan (TPE) | Julia Szeremeta · Lengyelország (POL)  | Esra Yıldız · Törökország (TUR)                  |
| Pehelysúly                                                  | Lin Jü-ting (Lin Yu-ting) · Tajvan (TPE) | Julia Szeremeta · Lengyelország (POL)  | Nesthy Petecio · Fülöp-szigetek (PHI)            |
| Könnyűsúly                                                  | Kellie Harrington · Írország (IRL)       | Jang Ven-lu (Yang Wenlu) · Kína (CHN)  | Wu Shih-yi · Tajvan (TPE)                        |
| Könnyűsúly                                                  | Kellie Harrington · Írország (IRL)       | Jang Ven-lu (Yang Wenlu) · Kína (CHN)  | Beatriz Ferreira · Brazília (BRA)                |
| Váltósúly                                                   | Ímán Helíf · Algéria (ALG)               | Jang Liu (Yang Liu) · Kína (CHN)       | Janjaem Suwannapheng · Thaiföld (THA)            |
| Váltósúly                                                   | Ímán Helíf · Algéria (ALG)               | Jang Liu (Yang Liu) · Kína (CHN)       | Chen Nien-chin · Tajvan (TPE)                    |
| Középsúly                                                   | Li Csien (Li Qian) · Kína (CHN)          | Atheyna Bylon · Panama (PAN)           | Caitlin Parker · Ausztrália (AUS)                |
| Középsúly                                                   | Li Csien (Li Qian) · Kína (CHN)          | Atheyna Bylon · Panama (PAN)           | Cindy Ngamba · Menekültek olimpiai csapata (EOR) |